# 貝利·賴特
貝利·賴特（Bailey Colin Wright，1992年7月28日—）是澳大利亞的一位職業足球運動員。現時被英冠球隊新特蘭外借至洛達咸。他也代表澳大利亞國家足球隊參加比賽，並且入選了2014年巴西世界杯澳大利亞的23人大名單。

## 外部連結
- Preston North End FC Player Profile